# Arrondissement administratif de Dixmude
L'arrondissement administratif de Dixmude (en néerlandais et officiellement, Diksmuide ; en flamand occidental, Diksmude) est un des huit arrondissements administratifs de la province de Flandre-Occidentale en Région flamande (Belgique). L’arrondissement a une superficie de 365,03 km2 et possède une population de 52 728 habitants
.
L'arrondissement est seulement un arrondissement administratif et non un arrondissement judiciaire. D’un point de vue judiciaire, l’entièreté de l’arrondissement fait partie de l’arrondissement judiciaire de Furnes.

## Histoire
L'arrondissement fit son apparition en 1823 après la fusion de communes des arrondissements de Furnes, d’Ostende, d’Ypres et de communes provenant des arrondissements aujourd’hui disparus de Poperinge et Torhout.

## Communes et leurs sections

### Communes
- Dixmude (Diksmuide)
- Houthulst
- Koekelare
- Kortemark
- Lo-Reninge

### Sections
- Beerst
- Bovekerke
- Dixmude (Diksmuide)
- Esen
- Handzame
- Houthulst
- Jonkershove
- Kaaskerke
- Keyem
- Klerken
- Koekelare
- Kortemark
- Lampernisse
- Leke
- Lo
- Merkem
- Nieuwkapelle
- Noordschote
- Oostkerke
- Oudecapelle
- Pervyse
- Pollinkhove
- Reninge
- Saint-Jacques Capelle
- Stuivekenskerke
- Vladslo
- Werken
- Woumen
- Zande
- Zarren

## Démographie
- Source:Statbel - De:1830 à 1970=recensement de la population au 31 décembre; depuis 1980= population au 1er janvier[1]